# Розлив нафти з танкера Ексон Вальдез

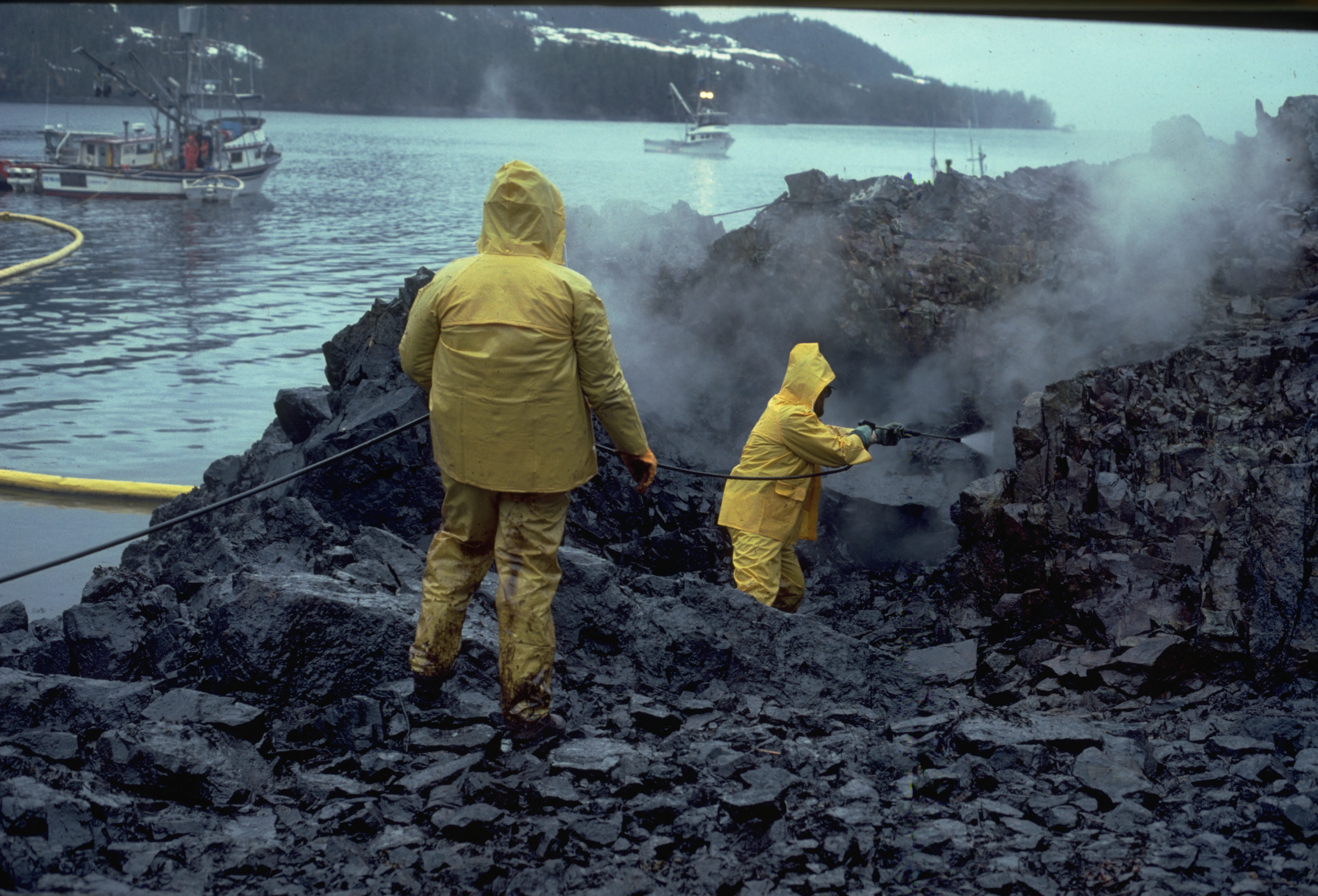
Ліквідація наслідків аварії «Ексон Вальдез»

Розлив нафти з танкера Ексон Вальдез — аварія танкера Ексон Вальдез, що сталася 24 березня 1989 року затоці Принца Вільгельма біля південного узбережжя Аляски та призвела до розливу близько 40 мільйонів літрів сирої нафти. Вважається однією з найбільш спустошливих катастроф на морі. Протягом кількох днів густа плівка нафти вкрила велику ділянку в затоці Принца Вільяма, потім забруднила узбережжя. Регіон був середовищем життя лосося, морської видри, тюленя та морських птахів, багато з яких загинули. 

## Аварія
23 березня 1989 р. повністю завантажений нафтою танкер Ексон Вальдез відійшов від нафтового термінала в Вальдезі на Алясці і взяв напрямок на південь через затоку Принца Вільяма. Капітан Джозеф Хейзлвуд повідомив по рації берегову охорону, що потрібно змінити курс, щоб запобігти зіткненню з невеликими айсбергами, які дрейфували в протоці від льодовика Колумбія. Капітан одержав дозвіл змінити курс північніше в напрямку перешийка. Перед тим, як піти у свою каюту капітан Хейзлвуд проінструктував третього помічника Грегорі Коузінса: «Почати повертати в прошийок, як тільки корабель буде на траверзі острова двома хвилинами вище».
Хоча Коузінс справді давав команду стерновому керувати судном вправо, воно не поверталося достатньо швидко та о 12:04 24 березня 1989, корабель наштовхнувся на риф. Невідомо чи помічник капітана віддав команду занадто пізно, чи стерновий виконував її занадто повільно.
Танкер отримав пробоїну й затонув. За оцінками близько 11 мільйонів галонів (42 000 000 л) сирої нафти вилилося в море. Спочатку нафта вкрила море товстим шаром, який почав розтікатися, потім забруднила 1900 км берегової лінії.

## Дії по ліквідації
Ліквідаційне підпалювання нафти проводилося протягом ранніх стадій пролиття в зоні катастрофи, ізольованої вогнетривким бумом. Воно було відносно успішним, але через несприятливу погоду не було проведено додаткових підпалів. Пізніше почалася механічна частина ліквідації, проте збиральники не могли працювати на повну потужність через товстий шар нафти та водорості, що забивали механізми. Передача нафти з тимчасових кораблів в більш постійні контейнери теж була ускладнена її вагою та товщиною. Була спроба використати дисперсанти, але їх використання, як виявилося, було суперечливим. Їх застосовувала приватна компанія, але через малу хвилю на воді змішування їх з нафтою належним чином не відбулося.

## Наслідки

### Екологія
Три дні опісля того, як корабель затонув, шторм розніс сиру нафту в напрямку скелястих берегів острова Лицаря. 
Аварія "Ексон Вальдіз" протягом багатьох років залишалася наймасштабнішою катастрофою по витоку нафти.

### Судові позови
Після трагедії Конгрес США заборонив компанії-власнику судна доступ у води Аляски. Ексон витратила близько 2 мільярдів доларів на збирання нафти й ще 1 мільярд на виплати за цивільними та кримінальними позовами. Частину цих коштів Ексон відшкодувала через страхові виплати та зменшення податків. Пізніше суд призначив виплатити ще 5 мільярдів доларів, як каральний захід. Після подання скарги в апеляційний суд суму виплат було зменшено до 4 мільярдів, на захисті позиція Ексону полягала в тому, що складу злочину не було, а був нещасний випадок.
Проти компанії "Ексон" в цілому було подано понад 38 тисяч позовів до суду. Загальна сума нарахованого штрафу склала орієнтовно п'ять мільярдів доларів США. Судова тяганина з численними апеляційними заявами від корпорації тривала майже два десятки років. Тому у 2008 році компанія виплатила за все 507,5 мільйонів доларів штрафу і ще 480 мільйонів - за прострочені платежі.

### Зміни нормативних актів
До 2015 року Конгрес США прийняв закон, який стосувався перевезення нафти. Згідно з ним, кожен танкер мав бути з подвійним корпусом.
Для запобігання можливих випадків витоку нафти в майбутньому, Конгрес США вже в наступному році після аварії прийняв акт, згідно з ним, суднам, які здійснювали викид нафти в межах одного мільйона галонів, було заборонено входити в протоку Принца Вільгельма.
     
Згодом губернатор Аляски видав постанову, згідно з яким супроводжувати кожен навантажений танкер в цій затоці повинні два буксири.